# Вилючинская (бухта)
Вилючинская (ительм. Наашкин) — бухта в Авачинском заливе у юго-восточного побережья полуострова Камчатка. Относится к территории Елизовского района Камчатского края России.
Названа по Вилючинской Сопке, которая служит отличным ориентиром при входе в бухту. До 1950-х гг. также упоминается как Северная Жировая (в противовес Южной Жировой).
Бухта глубоко врезана в материк в северо-западном направлении, при этом её гористые берега идут практически параллельно друг другу. В вершину гавани впадает река Вилюча, здесь берег низменный. Со стороны открытого моря вблизи входа в бухту находятся Камни Лаперуза — рифы, названных в память о пребывании на Камчатке французского мореплавателя.
Акватория бухты впервые была обследована в 1742 году, которые были продолжены в 1790 году (в том числе, промеры глубин). Первая детальная карта Вилючинской бухты с подробным описанием берегов была составлена штурманом П. И. Ильиным в 1830 году. Бухта иногда служила укрытием кораблям от непогоды, однако из-за открытости восточным и северо-восточным ветрам полная безопасность судам не гарантировалась. В ноябре 1811 года во время сильного шторма здесь разбился корабль «Юнона», весь экипаж кроме троих человек погиб. В 2022 году участниками научно-исследовательского проекта 1XPEDITION было уточнено место крушения «Юноны». Событие произошло на мысе Саранном, где был установлен памятный крест погибшим членам экипажа.
В советское время в акватории бухты силами Авачинского рыбокомбината вёлся промышленный лов сельди.